# Baúl
Baúl és una localitat espanyola al municipi de Baza, pertanyent a la província de Granada, en la comunitat autònoma d'Andalusia. Està situada en l'extrem occidental de la comarca de Baza. Prop d'aquesta localitat es troben els nuclis de los Balcones i Gor.